# Tullig (comté de Clare)
Tullig (en irlandais : Túllaig, la colline) est un townland et un petit village situé sur la péninsule de Loop Head, dans le comté de Clare, en Irlande.

## Géographie
Il a été décrit dans l'Index géographique parlementaire de 1845 comme : 

« Un village dans la paroisse de Kilballyowen, baronnie de Moyarta, Co. Clare, Munster. Il est situé au milieu d'un morne district de campagne, à environ 1,5 km de la partie la plus proche de la côte, à 5 km à l'ouest-nord-ouest de Carrigaholt et à 10 km au sud-ouest de Kilkee. Superficie, 8 acres. Pop., en 1841, 269. Maisons 50. »

Le village a été pratiquement déserté pendant la Grande Famine.